# Валентіна Варґас
Валенті́на Ва́рґас (ісп. Valentina Vargas; *31 грудня 1964, Сантьяґо) — французька акторка чилійського походження.

## Фільмографія
- Strictement personnel (1985)
- Der Name der Rose (1986) — Ім'я троянди
- Fuegos (1987)
- Блакитна безодня / Le grand bleu (1988)
- Dirty Games (1989)
- Street of No Return (1989)
- Die Tigerin (1992)
- El aliento del diablo (1993)
- Los náufragos (1994)
- Twin Sitters (1994)
- Повсталий з пекла 4: Кровна спорідненість / Hellraiser: Bloodline (1996)
- Southern Cross (1999)
- Chili con carne (1999)
- L'été de Chloé (2002)
- Bloody Mallory (2002)
- Les liaisons dangereuses (2003)
- Le caprice des cigognes (2006)
- All Inclusive (2008)
- Ilusiones ópticas (2009)